# Religiones salvacionistas chinas
Las religiones salvacionistas chinas o sectas religiosas populares chinas son una tradición religiosa china caracterizada por la preocupación por la salvación y la realización moral de la persona y de la sociedad. Se distinguen por el igualitarismo, una persona carismática fundadora a menudo informada por una revelación divina, una teología específica escrita en textos sagrados, una escatología milenaria y un camino voluntario de salvación, una experiencia encarnada de lo luminoso a través de la curación y el autocultivo, y una orientación expansiva a través de la evangelización y la filantropía.
Algunos estudiosos consideran que estas religiones son un fenómeno único, y otros las consideran la cuarta gran categoría religiosa china, junto con el confucianismo, el budismo y el taoísmo bien establecidos. Generalmente estas religiones se centran en la adoración del Dios universal, ya sea representado como masculino, femenino o sin género, y consideran a sus santos patriarcas como encarnaciones de Dios. 
La frase "religiones salvacionistas chinas" es un neologismo contemporáneo acuñado como categoría sociológica, y que da prominencia a las sectas religiosas populares, cuya búsqueda central es la salvación del individuo y la sociedad, en otras palabras, la realización moral de los individuos en comunidades de sentido reconstruidas. 
Los eruditos chinos tradicionalmente los describen como sectas religiosas o creencias populares (en mandarín: 民间信仰) (en pinyin: mínjiān xìnyǎng). Estas nuevas religiones son distintas de la religión tradicional común de los chinos "han" que consiste en la adoración de dioses y antepasados, aunque en idioma español existe una confusión terminológica entre ambas. Un nombre colectivo que ha estado en uso posiblemente desde la última Dinastía Qing es huìdàomén (en mandarín: 会道门). Sus congregaciones, puntos de encuentro y lugares de culto, suelen llamarse táng (en mandarín:堂). Los eruditos occidentales a menudo los califican erróneamente como iglesias protestantes. La religión vietnamita Minh Đạo y el Caodaísmo surgieron de la misma tradición y movimiento de las religiones populares chinas.